# Cottoperca gobio
Genre
Espèce

Le toreau de Patagonie (Cottoperca gobio) est une espèce de poissons originaire du sud-est du Pacifique et sud-ouest de l'Atlantique.
- Taille maximale connue : 80 cm.

## Référence
- Fishbase (en français)